# East Suffolk (District)
East Suffolk ist ein Distrikt (englisch district) in der Grafschaft Suffolk in England. Der offizielle Sitz ist im East Suffolk House in Melton, ein Teil der Behörden in Lowestoft angesiedelt.

## Geschichte
East Suffolk wurde aufgrund einer im Mai 2018 erlassenen Verordnung am 1. April 2019 gebildet und entstand aus dem Zusammenschluss der Distrikte Waveney und Suffolk Coastal. Zu diesem Zeitpunkt war East Suffolk mit 246.913 Bewohnern der einwohnerstärkste Non-Metropolitan-District in England. Unter dem Namen East Suffolk bestand bereits zwischen 1888 und 1974 eine Verwaltungsgrafschaft, die allerdings ein größeres Gebiet umfasste.

## Politik
Beide Vorgänger hatten jeweils einen eigenen District Council mit insgesamt 90 Abgeordneten. Mit der ersten Wahl, die für den 2. Mai 2019 terminiert wurde, soll deren Zahl auf 55 reduziert werden. Leiter der Verwaltung ist Stephen Baker.
Auf dem Gebiet von East Suffolk bestehen 177 Gemeinden (Parishes). Von diesen haben 161 einen eigenen Gemeinderat (Parish Council), in den übrigen 16 finden stattdessen Einwohnerversammlungen statt. Aldeburgh, Beccles, Bungay, Carlton Colville, Felixstowe, Framlingham, Halesworth, Kesgrave, Leiston-cum-Sizewell, Lowestoft, Saxmundham, Southwold und Woodbridge bezeichnen sich als Town, der dortige Stadtrat heißt entsprechend Town Council.
Zum Distrikt gehört die Gemeinde Swilland.